# Johannesberg (Baviera)
Johannesberg es un municipio alemán, ubicado en el distrito de Aschaffenburg, en el Regierungsbezirk de Baja Franconia, en el Estado federado de Baviera. Se encuentra a 10 km de Aschaffenburg.